# Wymienialność waluty
Wymienialność waluty – zagwarantowana przez prawo możliwość wymiany, czyli kupna lub sprzedaży, walut obcych za walutę krajową lub inne waluty według jednolitego kursu walutowego. Zakres wymienialności zdeterminowany jest rodzajem polityki gospodarczej, a przede wszystkim handlowej państwa i jest on odwrotnie proporcjonalny do ograniczeń dewizowych.

## Wymienialność według zaleceń Międzynarodowego Funduszu Walutowego
Jest to standard (ang. International Monetary Fund convertibility standard) obowiązujący kraje członkowskie na podstawie artykułu VIII statutu Międzynarodowego Funduszu Walutowego. Oznacza brak restrykcji dewizowych przy przeprowadzaniu transakcji między państwami członkowskimi, a także tyczy się stosowania się do polityki jednolitego kursu walutowego, stronienia od porozumień walutowych dyskryminujących inne kraje, wykupu waluty innego kraju członkowskiego. W 1996 r. około 130 krajów zadecydowało o przestrzeganiu wymagań tego artykułu.
Wymienialność ta występuje w trzech różnych wariantach:
- jednostkom rezydującym w danym kraju nie zostaje narzucony obowiązek odsprzedania dewiz państwu oraz sprowadzania ich do kraju, co sprowadza się do zezwolenia przez władze monetarne na posiadanie rachunków w zagranicznych bankach;
- istnieje obowiązek sprowadzania dewiz do kraju, ale nie jest obowiązkowa ich odsprzedaż;
- narzucony jest obowiązek zarówno sprowadzania, jak i odsprzedaży dewiz.

Zgodnie z ustawą z 27 lipca 2002: Prawo dewizowe, w Polsce zarówno rezydenci w kraju i za granicą oraz nierezydenci mogą posiadać na własność wartości dewizowe. Państwo pozwala na posiadanie zagranicznych rachunków bankowych i dokonywanie za ich pośrednictwem operacji dewizowych (na terenie UE, EOG i OECD bez znaczących ograniczeń, poza w zakresie ustawy Prawo Dewizowe). Oznacza to, że praktycznie nie istnieje obowiązek sprowadzania dewiz do kraju, a tym bardziej ich odsprzedaży.

## Wymienialność pełna
Wymienialność pełna (ang. total convertibilty) oznacza, że każdy posiadacz waluty, niezależnie od obywatelstwa i celu transakcji, ma w tym kraju prawo do jej wymiany na inną walutę. Nie istnieją więc żadne restrykcje dewizowe ze względu na podmiot wymiany czy też przedmiot lub rodzaj transakcji.

## Wymienialność ograniczona
W tym przypadku (ang. limited convertibility) występują istotne restrykcje w procesie wymiany walut. Najczęściej dotyczą one rodzaju podmiotów uprawnionych do wymiany waluty lub celu, w którym transakcje dewizowe mogą być zawierane. Przykładowo, przy zewnętrznej wymienialności ograniczonej prawo do wymiany waluty otrzymują jedynie podmioty zagraniczne i cudzoziemcy, którzy nie podlegają żadnym ograniczeniom dewizowym. W przypadku wewnętrznej wymienialności nieograniczone prawo wymiany mają natomiast podmioty krajowe.